# 말레이시아 싱가포르 항공
말레이시아 싱가포르 항공(영어: Malaysia-Singapore Airlines)은 1966년에 설립되어 1972년에 말레이시아 항공과 싱가포르 항공으로 분리해 소멸 했으며 허브 공항은 싱가포르 창이 국제공항, 술탄 압둘 아지즈 샤 공항으로 말레이시아 정부와 싱가포르 정부가 공동으로 소유했다.

## 역사
1947년에 말레이안항공(영어: Malayan Airways Limited)으로 설립했으며 현재 말레이시아 증권거래소 상장 기업에 해당된다. 허브 공항인 쿠알라룸푸르 국제공항과 코타키나발루 국제공항에서 전 세계 100여 곳에 취항하고 있다. 1947년 국내선 노선을 운항을 시작했으며 3개월 만에 동남아시아 지역에 취항했다. 1957년 말레이시아가 독립을 선포한 이후 신규 노선을 확대했다. 1963년 말레이시아 연방 정부 수립과 함께 현재의 사명으로 변경했다. 이후 말레이시아, 싱가포르 정부가 공동 소유하게 되면서 다시 사명으로 변경했다. 1965년에 보르네오 항공(영어: Borneo Airways)을 합병해 규모를 키웠고 1972년 공동소유 체제가 끝나면서 말레이시아 항공과 싱가포르 항공으로 분리했다.

## 과거의 운항 노선
- 오스트레일리아
  - 멜버른 - 에센든 공항
  - 퍼스 - 퍼스 공항
  - 시드니 - 마스코트 공항
- 바레인
  - 마나마 - 바레인 국제공항
- 그리스
  - 아테네 - 엘리니콘 국제공항
- 영국령 홍콩
  - 영국령 홍콩 - 카이탁 공항
- 인도 제국
  - 봄베이 - 차트라파티 시바지 마하라지 국제공항
- 인도네시아
  - 덴파사르 - 응우라라이 국제공항
  - 자카르타 - 케마요란 공항
  - 메단 - 폴로니아 국제공항
- 이탈리아
  - 로마 - 로마 피우미치노 공항
- 일본
  - 나고야시 - 나고야 비행장
  - 오사카시 - 오사카 국제공항
  - 도쿄 - 도쿄 국제공항
- 말레이시아
  - 코타키나발루 - 코타키나발루 국제공항
  - 쿠알라룸푸르 - 술탄 압둘 아지즈 샤 공항
  - 쿠칭 - 쿠칭 국제공항
  - 페낭 - 페낭 국제공항
- 필리핀
  - 마닐라 - 니노이 아키노 국제공항
- 싱가포르
  - 싱가포르
    - 칼랑 공항
    - 파야 레바르 공군기지
- 실론주
  - 콜롬보 - 반다라나이케 국제공항
- 스위스
  - 취리히 - 취리히 공항
- 중화민국
  - 타이베이시 - 타이베이 쑹산 공항
- 태국
  - 방콕 - 돈므앙 국제공항
- 영국
  - 런던 - 히스로 공항
- 남베트남
  - 사이공 - 떤선녓 국제공항
- 서독
  - 프랑크푸르트암마인 - 프랑크푸르트암마인 공항